# Воробйов Гаврило Юхимович
Гаврило Юхимович Воробйов (Горобець; 1888—1924) — активний учасник Української національно-демократичної революції на Катеринославщині. Член Української Центральної Ради

## Біографія
Народився в сім'ї залізничника в Катеринославі. Освіту здобув в Катеринославському комерційному училищі (з 1904). Після закінчення училища Воробйов продовжував навчання в Київському політехнічному інституті.
З початком революції 1917 Воробйов повернувся до Катеринослава. Як представник Катеринославського осередку УСДРП, делегат від українського пролетаріату міста Воробйов брав участь у роботі Всеукраїнського робітничого з'їзду в Києві 4 — 26 липня 1917. З'їзд, на якому 300 делегатів представляли близько 40 тисяч українських робітників, обрав Всеукраїнську Робітничу Раду, до складу якої було включено Воробйова, як складова частина Робітнича Рада увійшла до Української Центральної Ради. Та на засідання УЦР Воробйов не потрапив жодного разу. Головним полем його роботи залишався Катеринослав. У серпні 1917 за списком УСДРП був обраний до «демократичної» міської думи Катеринослава.
25 вересня 1917 на зборах українських робітників міста Катеринослава було створено перший відділ Вільного Козацтва. Кошовим отаманом обрано Воробйова.
4 квітня 1918 після тривалого бою під Кам'янським, загони відродженого Вільного Козацтва увійшли до Катеринослава. За ними до міста увійшов австрійський 12-й корпус. Влада в Катеринославській губернії перейшла до кошів Вільного Козацтва і військових комендатур австрійців.
За планом реорганізації Вільного Козацтва, затвердженим Радою Народних Міністрів УНР 23 січня 1918, почали створюватися полки — паланки, які підпорядковувалися губернському Кошу. Катеринославський Кіш очолив Воробйов.
Після гетьманського перевороту, Вільне козацтво на вимогу австро-німецького командування, було роззброєне. Брати Воробйови — заарештовані. Восени 1918 Вільне Козацтво на Катеринославщині відродилося як Український республіканський кіш, що стояв на платформі УНС, отаманом став Гаврило Воробйов, а його брата Миколу Воробйова призначено заступником отамана республіканських військ.
З 10.12.1918 Наказом Центрального Штабу Директорії призначений начальником дипломатичного відділу при Директорії УНР.
У 1924 за спогадами П. Феденка, Гаврило Горобець став жертвою більшовицького терору в Києві.